# Kiemenschlitzaale
Die Kiemenschlitzaale (Synbranchidae (Gr.: Syn, Symphysis, „brangchia“ = Kieme)), früher auch als Kurzschwanzaale bezeichnet, sind eine Familie aalähnlicher, hochspezialisierter Knochenfische. Sie kommen disjunkt in tropischen und subtropischen Süßgewässern in Mittel- und Südamerika, Afrika (Sierra Leone bis Elfenbeinküste), Asien, Neuguinea und Nordaustralien vor.

## Merkmale
Kiemenschlitzaale haben einen aalartigen Körper, ohne Brust- und Bauchflossen. Die Brustflossen sind in frühen Jugendstadien einiger Arten noch vorhanden. Rücken- und Afterflosse sind nur rudimentär vorhanden und zu einem fleischigen Grat ohne Flossenstacheln geworden. Eine Schwanzflosse ist nur noch bei Macrotrema caligans vorhanden, bei den übrigen Arten rudimentär oder völlig fehlend. Bis auf die Arten der Untergattung Amphipnous von Ophichthys sind alle Kiemenschlitzaalarten schuppenlos. Die Augen sind klein, bei einigen Arten liegen sie unter der Haut, so dass die Tiere blind sind. Die vorderen und hinteren Nasenöffnungen liegen weit auseinander. Das Palatoquadratum (der Oberkiefer) ist mit zwei Stellen am Schädel (Neurocranum) befestigt, vorne, in der Nasenregion, und hinten unter Vermittlung der Hyomandibel (Kieferstiel). Damit sind die Kiemenschlitzaale die einzigen Teleostei mit amphistyler Kieferaufhängung. Die Kiemenöffnungen sind klein und befinden sich als Pore oder kleiner Schlitz in der Kehlregion. Nur Macrotrema caligans hat normal große Kiemenschlitze, die unterhalb der Kehle zusammengewachsen sind. Kiemenschlitzaale können Luft atmen und nehmen die Luft über gefäßreiche Membranen im Schlund, lungenähnliche Aussackungen des Kiemenraums oder einem besonderen Abschnitt des Hinterdarms auf. Letztere geben die verbrauchte Luft durch den Anus ab. Die Anzahl der Branchiostegalstrahlen liegt bei vier bis sechs, die der Wirbel bei 98 bis 188, davon 51 bis 135 Rumpfwirbel. Rippen fehlen, ebenso wenig ist eine Schwimmblase vorhanden. Die meisten Kiemenschlitzaale sind protogyne (weiblichen Geschlechtsorgane reifen zuerst) Hermaphroditen. Sie werden 8,5 Zentimeter bis 1,5 Meter lang.

## Lebensweise
Kiemenschlitzaale leben oft in sumpfigen Habitaten, viele auch im Brackwasser. Sie bewegen sich teilweise im Schlamm grabend fort. Einige Arten sind spezialisierte Höhlenbewohner. Zum Luftholen kommen sie regelmäßig an die Wasseroberfläche oder sie stehen senkrecht im Wasser, mit der Schnauze an der Wasseroberfläche und den abgewinkelten Schwanz am Gewässerboden. Trockenzeiten überleben sie eingegraben im Schlamm mit reduziertem Sauerstoffbedarf und Atmung (Sommerschlaf). Bei einigen Arten wurde Brutpflege beobachtet, sie bauen ein Schaumnest, in das sie die Eier legen. Kiemenschlitzaale ernähren sich von Würmern, Insekten und deren Larven, kleinen Krebstieren, Fischen und Fröschen.

## Innere Systematik
- Gattung Macrotrema Regan, 1912
  - Singapur-Kiemenschlitzaal (Macrotrema caligans (Cantor, 1849))
- Gattung Monopterus Lacepède, 1800
  - Ostasiatischer Kiemenschlitzaal (Monopterus albus (Zuiew, 1793))
- Gattung Ophichthys Swainson, 1839[1]
  - Ophichthys cuchia (Hamilton, 1822)
  - Ophichthys desilvai (Bailey & Gans, 1998)
  - Ophichthys fossorius (Nayar, 1951)
  - Ophichthys hodgarti (Chaudhuri, 1913)
  - Ophichthys ichthyophoides (Britz, Lalremsanga, Lalrotluanga & Lalramliana, 2011)
- Gattung Ophisternon McClelland, 1844
  - Ophisternon aenigmaticum (Rosen & Greenwood, 1976)
  - Ophisternon afrum (Boulenger, 1909)
  - Ophisternon bengalense (McClelland, 1844)
  - Höhlen-Kiemenschlitzaal (Ophisternon candidum (Mees, 1962))
  - Ophisternon gutturale (Richardson, 1845)
  - Blinder Kiemenschlitzaal (Ophisternon infernale (Hubbs, 1938))
- Gattung Rakthamichthys Britz et al., 2020[1]
  - Rakthamichthys digressus (Gopi, 2002)
  - Rakthamichthys indicus (Silas & Dawson, 1961)
  - Rakthamichthys rongsaw (Britz, Sykes, Gower & Kamei, 2018)
  - Rakthamichthys roseni (Bailey & Gans, 1998)
- Gattung Synbranchus Bloch, 1795
  - Synbranchus lampreia (Favorito, Zanata & Assumpção, 2005)
  - Synbranchus madeirae (Rosen & Rumney, 1972)
  - Marmorierter Kiemenschlitzaal (Synbranchus marmoratus (Bloch, 1795))
- Gattung Typhlosynbranchus Pellegrin, 1922[1]
  - Typhlosynbranchus boueti (Pellegrin, 1922)
  - Typhlosynbranchus luticolus (Britz et al., 2016)